# 灣裡萬年殿
22°56′29″N 120°10′39″E / 22.9414909°N 120.1774780°E
灣裡萬年殿位在臺灣臺南市南區灣裡地區，約創建於清治雍正七年（1729年），奉祀主神是葉、朱、李三府千歲，陪祀有南鯤鯓五府千歲、大崗山觀音佛祖、三奶夫人、將軍爺等。
萬年殿為古時七鯤鯓的蘇、杜、葉、林、黃等五姓庄民為王船共同建廟，為灣裡地區的信仰中心，也是灣裡各角頭廟的總廟。兩廂的王船廠祀有三府千歲以及五府千歲的王船公為本廟特色之一，另外萬年殿正殿的門神為全台第一座，也是蔡草如大師製作全台唯一的擂金門神。萬年殿角頭下的「素蘭陣」，也是全台灣素蘭陣的發祥地。
相傳萬年殿王船最早是由喜樹庄庄民發現擱淺於海邊，欲將王船與神像拾取攜回結果拖不動，後來又被灣裡庄民發現後拖回奉祀，王船內載有葉朱李三府千歲金身以及掛圖，後由兩庄庄民各自建萬年殿及萬皇宮奉祀，喜樹分得金身，灣裡分得王船:10。
亦有另一說廣泛流傳於灣裡聚落的耆老，萬皇宮之所以晚萬年殿建廟，是因為當時喜樹庄民看灣裡庄得王船看得眼紅，於是打劫萬年殿偷請走了神像掛圖，而導致灣裡庄與喜樹庄兩庄之間的械鬥，然而此說法不見於喜樹聚落。
起初萬年殿的王船公只有載來三府千歲的王船一艘，祀於左廂（北）王船廠。民國13年（西元1924年）南鯤鯓代天府五府千歲首次南巡駐留灣裡同意陪祀，又修建一艘王船祀於右廂（南）王船廠。建醮時兩艘王船皆會重新整修，然而只有左廂（北）王船會出巡遊地河。

## 萬年殿王醮
萬年殿平均為每十二年一科的王醮（最新一科醮期：民國113年12月8日，經由萬年殿主任委員擲筊請示王爺公，確認灣裡萬年殿將於丙午年（馬年）再次建醮）除了一般建醮的科儀，同時待王船整修畢旋即遊地河，出巡時王船上載著三府千歲遶境二仁溪出海口附近的聚落，高雄市茄萣區白砂崙、湖內區太爺公館、草仔寮、圍仔內、以及台南市仁德區二層行、大甲聚落皆在出巡範圍內。早年二層行溪（二仁溪）尚未嚴重汙染，王船出巡會「走水路」行駛於二仁溪，揚帆為動力並以壯丁游泳牽引，或是以舢舨船牽引，後來因為二仁溪汙染實在太嚴重、怕王船的桅杆勾到電線等理由改成「走陸路」，用人力拖行的方式來出巡繞境。
一般王爺廟建醮時燒王船上面載的除了添載的貨品還有請新王從海裡請得的新王；然而萬年殿送王不送王船，因此在送王儀式中會將新王請至海邊單獨燒化，王船則會常年供奉廟內為本廟祭典特色。

## 駕前四管齊
傳統上具有一定規模的廟宇，會附屬有一些陣頭，一般如宋江陣、龍陣、獅陣、家將等，較特殊的有像是同安宮十二婆姐；也有將曲館附屬在廟宇駕前的陣頭，像是彰化南瑤宮北管梨春園、台南水門宮南聲社、南廠保安宮興南社適意社等……。
然而編有四種曲館者即有「四管齊」的稱號，萬年殿駕前四管齊有：北管彩雲軒、南管和聲社、勝賢壇集賢國劇社、太平歌。由灣裡各個姓氏負責，彩雲軒是蘇氏及少部分杜氏家族，和聲社以及勝賢壇是黃氏及葉氏家族。太平歌現況曲館以及成員尚在，但現在活動較少，而彩雲軒、和聲社、集賢壇現在仍十分活躍，另外還有獨具特色的「御輿團」。

## 角頭
灣裡地區早期依照萬年殿的三位王爺與觀世音菩薩，將全聚落分成四個角頭，後來又加一個「副大王柱」，詳見如下:33：
| 大王柱   | 松山里、中和里               |
| 二王柱   | 省躬里、海豐里、覺醒里       |
| 三王柱   | 同安里、南山里、佛壇里       |
| 佛祖柱   | 興農里                       |
| 副大王柱 | 港仔口（佛壇里佛祖壇仔一帶） |

1972年，因為萬年殿增祀南鯤鯓五府千歲，與原有神祇分乘九頂大轎，而灣裡地區又重新劃分成九個里，因此重新劃分成九個角頭:33：
| 三府大王 | 松山里 |
| 三府二王 | 興農里 |
| 三府三王 | 同安里 |
| 五府大王 | 中和里 |
| 五府二王 | 海豐里 |
| 五府三王 | 南山里 |
| 五府四王 | 覺醒里 |
| 五府五王 | 省躬里 |
| 佛祖     | 佛壇里 |

## 交陪境
太爺公館福安宮（王醮期間王船公駐駕第一站）、白砂崙萬福宮、草仔寮忠興宮、大甲慈濟宮、港崎頭萬龍宮、喜樹萬皇宮、二層行清王宮、二層行公堂、山頭社澤清宮、台北萬年殿、屏東萬年殿、台南關帝殿